# Friedrich I. von Truhendingen
Friedrich I. von Truhendingen (urkundlich belegt von 1240 bis 1274) trat als Gemahl der Margaretha von Meranien ein umfangreiches Erbe der Andechs-Meranier im fränkischen Raum in Form einer Grafschaft an.
Der Vater von Friedrich I. hieß ebenfalls Friedrich von Truhendingen. Die Zählweise orientiert sich an dem angenommenen Grafentitel. Friedrich I. ist somit auch Ahnherr der von Truhendingen im fränkischen Raum.
Die Familie von Truhendingen war im fränkischen Raum zunächst nur mit kleineren Besitzungen vertreten. Dies änderte sich im Jahr 1248 mit dem Tod von Otto II. und damit aus dem Aussterben der Andechs-Meranier in männlicher Linie. Friedrich von Truhendingen beerbte die Meranier ebenso wie Otto von Weimar-Orlamünde und der Nürnberger Burggraf Friedrich III. Allerdings erhob zunächst auch der Bamberger Bischof Friedrich I. von Hohenlohe Anspruch auf die Besitzungen als heimgefallene Lehen des Bamberger Hochstifts. Friedrich von Truhendingen konnte sich letztlich behaupten, allerdings wurde der Besitz mehrfach an das Hochstift verpfändet und 1390 schließlich endgültig verkauft. Zum Erbe gehörte die Giechburg und die Gügel-Burg, sowie der Markt Scheßlitz und andere umliegende Ortschaften wie Kübelstein, Laibarös, Stadelhofen, Wattendorf und auch Neuhaus als bambergische Lehen. Ein anderer Schwerpunkt war der Markt Baunach mit Lauter und die Stufenburg als fuldische Lehen. Hinzu kam noch Arnstein als freieigener Besitz.